# Tosterups landskommun
Tosterups landskommun var en tidigare kommun i dåvarande Kristianstads län.

## Administrativ historik
Kommunen bildades i Tosterups socken i Ingelstads härad i Skåne när 1862 års kommunalförordningar trädde i kraft.
Vid kommunreformen 1952 uppgick kommunen i Glemmingebro landskommun som upplöstes 1971 då denna del uppgick i Tomelilla kommun.